# Журавлёвка (Калининградская область)
Журавлёвка — посёлок в Полесском районе Калининградской области. Входит в состав Тургеневского сельского поселения.

## Население
| 2002 | 2010 |
| ---- | ---- |
| 105  | ↗150 |

## История
Ранее деревня называлась Шиллингсдорф, со получила прусское название Дрозден.
Первое упоминание о Дроздене относится к 1390 году, когда великий магистр Тевтонского ордена Конрад Цёлльнер фон Ротенштайн предоставил имущество трем людям.
Во время Великой Отечественной войны в боях в районе Гросс Дроздена отличились разведчики 366-го полка 126 дивизии (сержант Зерщиков, сержант Артёмов).
26 января 1945 года Гросс Дрозден был взят войсками 3-го Белорусского фронта, в 1946 году переименован в Журавлевку.

## Достопримечательности
Усадьба Гросс Дрозден с парком площадью 3,8 гектара, который сейчас является памятником природы регионального уровня. 